# Trastorn de símptomes somàtics
Un trastorn de símptomes somàtics, abans conegut com a trastorn somatomorf, és qualsevol trastorn mental que es manifesta com a símptomes físics que suggereixen malaltia o lesió, però no es pot explicar completament per una condició mèdica general o per l'efecte directe d'una substància, i tampoc és atribuïble a un altre trastorn mental (com ara el trastorn de pànic). Els trastorns de símptomes somàtics, com a grup, s'inclouen en diversos esquemes diagnòstics de malaltia mental, inclòs el Manual de diagnòstic i estadístic dels trastorns mentals (abans del DSM-5 aquest trastorn es dividia en trastorn de somatització i trastorn somatomorf no especificat).
En les persones a les quals se’ls ha diagnosticat un trastorn de símptome somàtics, els resultats de les proves mèdiques són normals o no expliquen els símptomes que manifesten, i la història i l'examen mèdic no indiquen la presència d'una condició mèdica coneguda que els pugui causar, tot i que el DSM-5 adverteix que això no és suficient per al diagnòstic. El pacient també ha d'estar preocupat excessivament pels seus símptomes i s'ha de jutjar aquesta preocupació com a desproporcionada a la gravetat de les queixes físiques mateixes. El diagnòstic de trastorn de símptomes somàtics requereix que el subjecte manifesti queixes somàtiques recurrents durant almenys sis mesos.
De vegades els símptomes són similars als d'altres malalties i poden durar anys. Normalment, els símptomes comencen a aparèixer durant l'adolescència i es diagnostica als pacients abans dels 30 anys. Els símptomes poden tenir lloc en diferents cultures i gèneres. Alguns dels símptomes habituals són l'ansietat i la depressió. Tanmateix, atès que l'ansietat i la depressió també són molt freqüents en persones amb malalties mèdiques confirmades, és possible que aquests símptomes siguin una conseqüència del deteriorament físic, més que no una causa. Els trastorns de símptomes somàtics no són el resultat d'una simulació de malaltia (inventar o exagerar símptomes per incentius externs) ni de trastorns facticis (produir deliberadament, fingir o exagerar símptomes). El trastorn de símptomes somàtics és difícil de diagnosticar i tractar. Alguns defensors del diagnòstic creuen que això és degut al fet que un diagnòstic i tractament adequats requereixen que els psiquiatres treballin amb neuròlegs en pacients amb aquest trastorn.

## Diagnòstic
Els trastorns dels símptomes somàtics són un grup de trastorns, que s'ajusten a la definició de símptomes físics similars als observats en malaltia física o lesió per la qual no hi ha cap causa física identificable. Com a tal, són un diagnòstic d'exclusió. Els símptomes somàtics es poden generalitzar en quatre categories mèdiques principals: símptomes neurològics, cardíacs, dolor i gastrointestinals.

### Manual de diagnòstic i estadística de trastorns mentals
Al DSM-5 es reconeixen sota el terme símptomes somàtics i trastorns relacionats els següents trastorns:
- Trastorn de símptomes somàtics: s'hi inclouen molts dels que abans es coneixien com a trastorns de somatització i hipocondria.
- Trastorn factici: símptomes imposats a un mateix o a algú altre (també coneguts com a síndrome de Münchhausen i síndrome de Münchhausen per poders).
- Trastorn d'ansietat per malaltia: trastorn de símptomes somàtics que comporta preocupacions persistents i excessives pel desenvolupament d'una malaltia greu.
- Trastorn de conversió: els símtpomes refereixen alternacions de la funció motora o sensitiva voluntària.[11]

Entre aquests trastorns s'inclouen la falsa gestació, la retenció psicogènica d'orina i la malaltia psicogènica de masses.
El trastorn de somatització com a trastorn mental es va reconèixer en el sistema de classificació DSM-IV-TR, però en l'última versió DSM-5, es va combinar amb el trastorn de somatomorf no diferenciat per convertir-se en el trastorn de símptomes somàtics, un diagnòstic que ja no requereix un nombre específic de símptomes somàtics.

### Classificació internacional de malalties
L'ICD-10, l'última versió de la Classificació internacional de malalties, classifica el trastorn de conversió com un trastorn dissociatiu. L'ICD-10 encara inclou la síndrome de somatització.

## Tractament
La psicoteràpia, més concretament la teràpia cognitiva-conductual (TCC), és la forma de tractament més utilitzada per al trastorn de símptomes somàtics. L'any 2016, un estudi aleatoritzat de 12 setmanes va suggerir una millora constant i significativa dels nivells d'ansietat per a la salut amb la teràpia cognitiva-conductual en comparació amb el grup control.
La TCC pot ajudar en algunes de les formes següents:
- Aprendre a reduir l'estrès
- Aprendre a fer front als símptomes físics
- Aprendre a tractar la depressió i altres problemes psicològics
- Millorar la qualitat de vida
- Reduir la preocupació pels símptomes

D'altra banda, la psicoteràpia psicodinàmica breu interpersonal ha demostrat eficàcia a llarg termini en millorar la qualitat de vida física en pacients amb múltiples símptomes de difícil medicació i explicació mèdica.
La medicació antidepressiva també s'ha utilitzat per tractar alguns dels símptomes de depressió i ansietat, freqüents entre les persones que pateixen un trastorn de símptomes somàtics. Els medicaments no curen el trastorn de símptomes somàtics, però poden ajudar al procés de tractament si es combinen amb la TCC.
Els tractaments del trastorn de símptomes somàtics, poden tenir una base en la identificació d’errors de predicció interoceptiva en pacients amb aquest trastorn. Per exemple, un estudi del condicionament de la por interoceptiu en condicions de dolor crònic va suggerir que la por al dolor derivada d’errors de predicció interoceptiva podia ser un poderós motivador dels trastorns de símptomes somàtics. A més, es va trobar que el temor interoceptiu mediava la relació entre l'atenció i vigilància corporal i el dolor toràcic en pacients amb dolor toràcic no cardíac.

## Controvèrsia
El trastorn dels símptomes somàtics ha estat un diagnòstic controvertit, ja que històricament s'ha basat en criteris negatius, és a dir, en l'absència d'una explicació mèdica per presentar queixes físiques. En conseqüència, qualsevol persona que pateix una malaltia mal entesa pot complir potencialment els criteris per a aquest diagnòstic psiquiàtric, encara que no presenti símptomes psiquiàtrics en el sentit convencional. Entre el 2013 i el 2014, hi va haver diversos casos àmpliament publicats d'individus ingressats involuntàriament a gabinets psiquiàtrics només per aquest diagnòstic. Això ha suscitat preocupacions sobre les conseqüències del mal ús potencial d'aquesta categoria diagnòstica.
Segons Allen Frances, president del grup de treball DSM-IV, el trastorn de símptomes somàtics del DSM-5 comporta el risc de confondre una proporció considerable de la població com a malalts mentals. "Milions de persones podrien ser mal diagnosticades, amb una càrrega que cau desproporcionadament en les dones, perquè és més probable que siguin mal definides com a "catastrofistes" quan presenten símptomes físics".

## Història
El trastorn de la somitització va ser descrit per Paul Briquet el 1859 i des d'aleshores es coneix com la síndrome de Briquet. Va descriure pacients que havien estat malalts la major part de la seva vida i es queixaven de múltiples símptomes de diferents sistemes d'òrgans. Els símptomes persistien malgrat múltiples consultes, hospitalitzacions i investigacions.